# 택티컬 인터벤션
《택티컬 인터벤션》(영어: Tactical Intervention)은 《카운터-스트라이크》개발의 핵심 인물인 민 리가 개발한 비디오 게임이다. 멀티 플레이어 1인칭 슈팅 게임으로 민 리가 개발했던 《카운터-스트라이크》처럼 테러리스트 팀과 대-테러리스트 팀으러 나뉘어 구분하여 플레이할 수 있는 비슷한 시스템을 갖추고 있다. 2010년 5월 28일에는 북미에서 클로즈드 베타 테스트를 시작했었다. OGPlanet은 북미에서의 《택티컬 인터벤션》 배급을 맡게되었다.
2012년, 샌프란시스코에서 열린 게임 개발자 회의(영어: Game Developer Conference, GDC)에서 민 리는 《택티컬 인터벤션》의 발표와 함께 여러 비디오 게임 매체들과 만나 인터뷰를 하였다. 조이스틱은 3월 4일부터 3월 8일동안 베타 기간에서 테스트되었다. OGPlanet 3월 14일부터 3월 25일까지 오픈 베타테스트를 진행하였다. 또 이 기간에는 게임의 출시일이 2013년 8월 3일이란 정보가 나타났다.
2013년 6월 10일, 게임을 플레이하는 유저들이 아직 충분하지 않아 OGPlanet의 서비스가 어렵게 되자 서버가 폐쇄되었다.
《택티컬 인터벤션》은 독일의 배급사인 RNTS 게임스에 의해 다시 시작되었다. 그리고 2013년 8월에 독일 쾰른의 게임스컴에 모습을 나타내었고, RNTS 게임스와 함께 스팀을 통해 전 세계로 발매되었다.

## 평가
| 평가 |        |
| --- | ------ |
| 통합 점수 통합사 점수 메타크리틱 47/100 [ 11 ] 평론 점수 평론사 점수 디스트럭토이드 4.5/10 [ 12 ] 유로게이머 4/10 [ 13 ] GameStar 48/100 [ 14 ] |        |
| 통합 점수 |        |
| 통합사 | 점수   |
| 메타크리틱 | 47/100 |
| 평론 점수 |        |
| 평론사 | 점수   |
| 디스트럭토이드 | 4.5/10 |
| 유로게이머 | 4/10   |
| GameStar | 48/100 |